# 威靈頓紀念柱

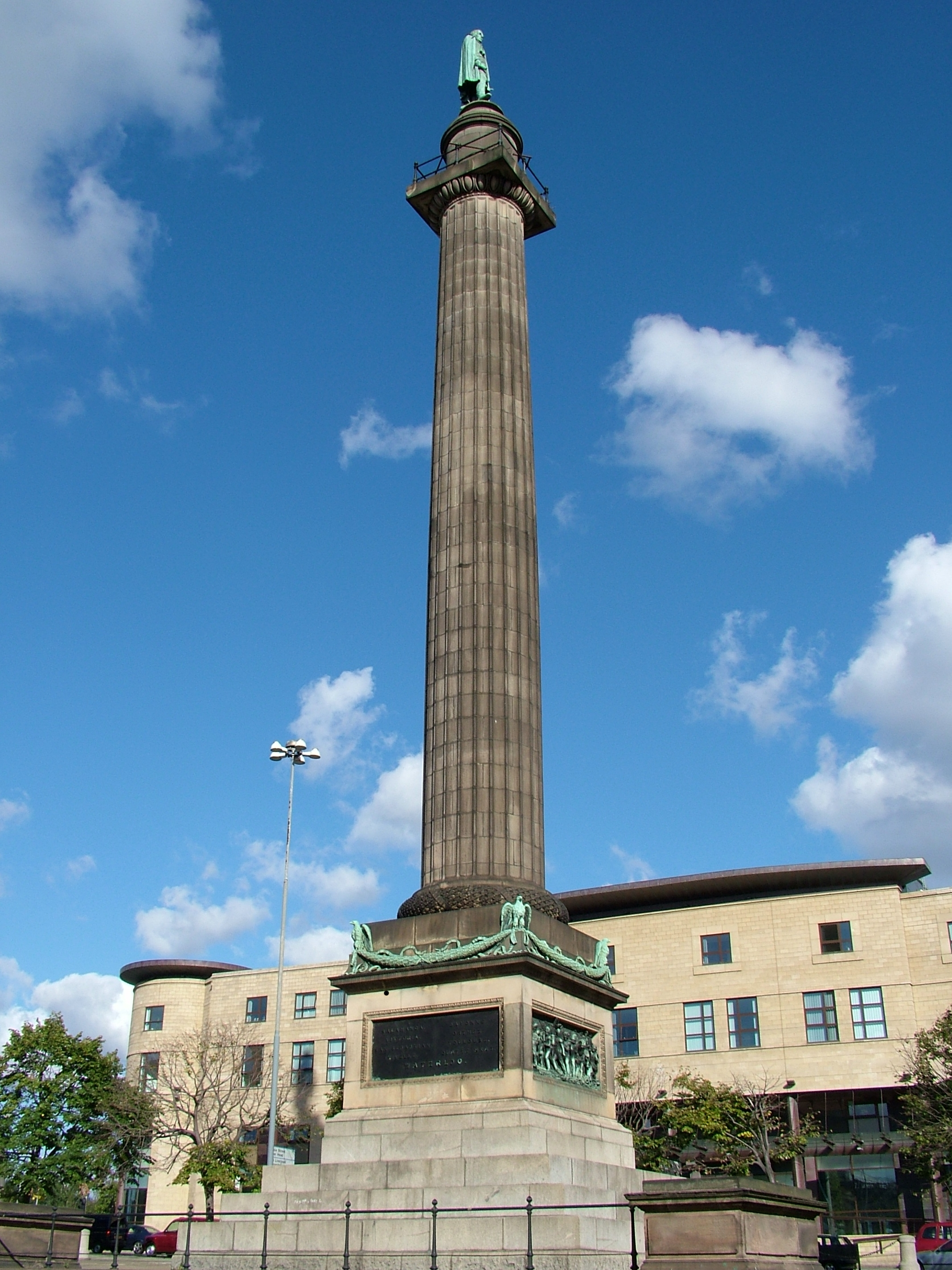
威靈頓紀念柱

威靈頓紀念柱（英語：Wellington's Column），也稱滑鐵盧紀念碑（英語：Waterloo Memorial），是英國英格蘭城市利物浦的一個紀念柱，紀念第一代威靈頓公爵阿瑟·韋爾斯利，位於威廉布朗大街和萊姆街交叉處。威靈頓紀念柱是英國二級登錄建築。